# Atletica leggera ai Giochi della XXVI Olimpiade - 100 metri piani maschili

Video della Finale

I 100 metri piani hanno fatto parte del programma di atletica leggera maschile ai Giochi della XXVI Olimpiade. La competizione si è svolta nei giorni 26-27 luglio 1996 allo Stadio Olimpico del Centenario di Atlanta.

## Presenze ed assenze dei campioni in carica
| Competizione         | Atleta           | Prestazione | Atlanta 1996 |
| -------------------- | ---------------- | ----------- | ------------ |
| Olimpiadi 1992       | Linford Christie | 9”96        | Presente     |
| Commonwealth 1994    | Linford Christie | 9”91        | Presente     |
| Goodwill Games 1994  | Dennis Mitchell  | 10”07       | Presente     |
| Europei 1994         | Linford Christie | 10”14       | Presente     |
| Coppa del mondo 1994 | Linford Christie | 10”21       | Presente     |
| Asiatici 1994        | Talal Mansour    | 10”18       | Assente      |
| Panamericani 1995    | Glenroy Gilbert  | 10”21       | Presente     |
| Africani 1995        | Davidson Ezinwa  | 10”24       | Presente     |
| Mondiali 1995        | Donovan Bailey   | 9”97        | Presente     |
|                      |                  |             |              |
| Mondiali junior 1992 | Ato Boldon       | 10”30       | Presente     |

1. ↑  Sotto la bandiera della Gran Bretagna.

## La gara
Linford Christie, Donovan Bailey e Jon Drummond (secondo ai Trials) si ritrovano insieme nei Quarti di finale. Vince Christie (10"03), che mostra il suo buono stato di forma. Frank Fredericks (9"93) ed Ato Boldon (9"95) sono i più veloci di questo turno.

In semifinale Fredericks batte il campione del mondo Bailey con 9"94; Boldon sfida Christie e Dennis Mitchell e li batte con 9"93.
La finale è apertissima. La prima partenza è falsa e viene attribuita a Christie. Anche la seconda partenza è falsa, attribuita a Boldon. Al terzo start, l'inglese scatta ancora in anticipo e viene squalificato.

Christie non ci crede: rimane in pista a contestare il verdetto dei giudici. Gli altri atleti faticano a mantenere la calma. Solo dopo circa 20 minuti il campione olimpico lascia la pista.

Al quarto via, Bailey non parte benissimo ma riesce a riprendersi e s'invola verso la medaglia d'oro. Il suo tempo gli vale anche il nuovo record del mondo. Dietro, Fredericks brucia Boldon e agguanta l'argento per un centesimo.
Il tempo di Boldon è il più veloce mai ottenuto da un atleta terzo classificato ai Giochi di tutto il XX secolo.

## Risultati

### Turni eliminatori
| 12 Batterie        | 26 luglio | 108 partenti      | Si qualificano i primi 3 + i 4 migliori tempi. |
| 5 Quarti di finale | 26 luglio | 8 + 8 + 8 + 8 + 8 | Si qualificano i primi 3 + il miglior tempo.   |
| 2 Semifinali       | 27 luglio | 8 + 8             | Si qualificano i primi 4.                      |
| Finale             | 27 luglio | 8 concorrenti     |                                                |

### Finale
| Primatista mondiale   | 9"85 | Leroy Burrell    | 6° ai Trials |
| Primatista stagionale | 9"86 | Frank Fredericks | Presente     |

1. ↑  Record stabilito nel 1994.
2. ↑  Stabilito il 3 luglio.

| Posizione    | Atleta           | Nazionalità       | Tempo |
| ------------ | ---------------- | ----------------- | ----- |
|              | Donovan Bailey   | Canada            | 9"84  |
|              | Frank Fredericks | Namibia           | 9"89  |
|              | Ato Boldon       | Trinidad e Tobago | 9"90  |
| 4            | Dennis Mitchell  | Stati Uniti       | 9"99  |
| 5            | Michael Marsh    | Stati Uniti       | 10"00 |
| 6            | Davidson Ezinwa  | Nigeria           | 10"14 |
| 7            | Michael Green    | Giamaica          | 10"16 |
| Squalificato | Linford Christie | Gran Bretagna     |       |